# Temples de Kwan Tai à Hong Kong
Il y plusieurs temples de Kwan Tai (chinois traditionnel : 關帝廟) à Hong Kong, dédiés à Guan Yu (Kwan Tai en cantonais).
Les temples de Hip Tin sont également dédiés à Guan Yu. Les temples de Man Mo sont dédiés autant à Man Tai (文帝) qu'à Kwan Tai (alias Mo Tai, 武帝).
Note 1 : Une réévaluation de l'état des bâtiments historiques à l'échelle du territoire est en cours. Les notes répertoriées dans le tableau sont basées sur ces mises à jour   (8 juin 2023). Les temples n'ayant « Aucun statut » dans le tableau ci-dessous ne sont pas classés et n'apparaissent pas dans la liste des bâtiments historiques pris en compte pour le classement.
Note 2 : Bien que probablement incomplète, cette liste est provisoirement exhaustive.
| Localisation | Notes | Statut       | Références | Images |
| --- | --- | ------------ | ---------- | ------ |
| Groupe de temples Shau Kei Wan. Sur la colline de Shau Kei Wan Road (en). Près du no 8 de Chai Wan Road (en), Shau Kei Wan (zh) 22° 16′ 33″ N, 114° 13′ 42″ E          | Temple de Kwan Tai Construit en 1976. Fait partie d'un groupe de 6 temples construits sur une colline aplatie par la Shau Kei Wan Kaifong Advancement Association (筲箕灣街坊福利促進會). Une statue de Lièvre Rouge, le cheval de Kwan Tai, se dresse devant le temple. Le temple est adjacent à un temple de Kwun Yam. | Aucun statut |            |        |
| Près de l'intersection sud d'Old Main Street Aberdeen et d'Aberdeen Main Street à Aberdeen 22° 14′ 50″ N, 114° 09′ 23″ E                                               | Sanctuaire de Kwan Tai et Kwun Yum Fait partie du groupe de petits temples et sanctuaires « Gardiens d'Aberdeen ». | Aucun statut |            |        |
| Nathan Road, Mong Kok 22° 19′ 03″ N, 114° 10′ 11″ E | Temple de l'empereur Guan sur Nathan Road à Mong Kok Sanctuaire temporaire érigé lors des manifestations de 2014 à Hong Kong. | Aucun statut |            |        |
| no 158, Hai Tan Street, Sham Shui Po 22° 19′ 36″ N, 114° 09′ 42″ E | Temple de Mo Tai à Sham Shui Po, aussi appelé Temple de Kwan Tai Géré par le comité des temples chinois (en). | Rang II      |            |        |
| Sur la colline, près de Tai Wo Hau Road, Kwai Chung (en) 22° 21′ 57″ N, 114° 07′ 32″ E                                                                                 | Temple de Kwan Tai à Tai Wo Hau | Aucun statut |            |        |
| Tsing Chuen Wai (en), Lam Tei (en), district de Tuen Mun 22° 25′ 22″ N, 113° 58′ 56″ E                                                                                 | Sanctuaire d'un village fortifié. Tin Hau, Kwan Tai et un fonctionnaire Qing y sont vénérés. | Aucun statut |            |        |
| Castle Peak Road, So Kwun Wat (en), district de Tuen Mun 22° 22′ 15″ N, 113° 59′ 41″ E                                                                                 | Kwan Shing Tai Kung | Aucun statut |            |        |
| Au col du tigre blanc oriental (西白虎坳), aussi appelé Yi Au Tsai (二坳仔) Le long de la section 10 du sentier MacLehose à Tai Lam (en) 22° 23′ 44″ N, 114° 01′ 47″ E | Temple de Kwan Tai Le temple fait partie d'un ensemble de trois temples construits par les villageois au nord du réservoir de Tai Lam Chung (en), sur les routes principales menant à Tin Fu Tsai (en), au village de Tai Hang et à Kan Uk Tei avec la volonté que leurs voyages vers les marchés soient sûrs. Les deux autres temples sont le temple de Ma Neung (媽娘廟, un temple de Tin Hau) et le temple de Pak Kung (伯公廟), aussi appelé le Temple du Col du Tigre Blanc (白虎坳廟). | Aucun statut |            |        |
| Ha Tsuen Shi (en), Ha Tsuen (en), district de Yuen Long 22° 26′ 49″ N, 113° 59′ 36″ E                                                                                  | Temple de Kwan Tai à Ha Tsuen Shi | Rang II      |            |        |
| Mong Tseng Wai (en), Ping Shan (en), district de Yuen Long 22° 28′ 36″ N, 114° 00′ 20″ E                                                                               | Temple de Yuen Kwan Tai à Mong Tseng Wai Dédié à Yuen Tai/Pak Tai et Kwan Tai. | Rang I       |            |        |
| no 121 Shui Tsiu San Tsuen (en), Shap Pat Heung (en), district de Yuen Long 22° 25′ 29″ N, 114° 01′ 42″ E                                                              | Fuk Hing Tong Sanctuaire du village fortifié, qui fait également office de la salle des ancêtres générale des villageois. | Rang III     |            |        |
| Shui Tsiu Lo Wai (en), Shap Pat Heung (en), district de Yuen Long 22° 25′ 35″ N, 114° 01′ 55″ E                                                                        | Temple de Kwan Tai à Shui Tsiu Lo Wai | Aucun statut |            |        |
| Cheung Shing Street, Yuen Long Kau Hui 22° 26′ 54″ N, 114° 01′ 59″ E                                                                                                   | Temple de Yuen Kwan Yi Tai Probablement construit en 1714. Communément appelé temple de Pak Tai, il est dédié à Yuen Tai/Pak Tai et Kwan Tai (Seigneur Guan). Le temple fonctionne comme une salle des ancêtres et un temple de Sai Pin Wai (en). Des réunions de village y sont également organisées. | Rang I       |            |        |
| Cheung Po (en), Pat Heung (zh), district de Yuen Long 22° 25′ 05″ N, 114° 04′ 14″ E                                                                                    | Temple de Kwan Tai à Cheung Po | Aucun statut |            |        |
| Tseung Kong Wai (en), Ha Tsuen (en), district de Yuen Long 22° 27′ 00″ N, 113° 59′ 17″ E (localisation approximative)                                                  | Temple de Mo Tai à Tseung Kong Wai Sanctuaire d'un village fortifié. | Aucun statut |            |        |
| Jockey Club Road, au nord de Fanling Wai (en) 22° 30′ 00″ N, 114° 08′ 07″ E                                                                                            | Temple de Sam Shing Pour le culte de trois divinités : Pak Tai (divinité principale du temple), Kwan Tai et Man Cheong. Le temple est déplacé à So Kwun Po (掃管埔) à la fin de la dynastie Ming (1368-1644) et ramené sur le site actuel en 1948. | Rang III     |            |        |
| no 146 Lin Ma Hang (en) Tsuen, Sha Tau Kok (zh) 22° 33′ 02″ N, 114° 10′ 53″ E                                                                                          | Temple de Kwan Tai C'est le seul temple du village. | Aucun statut |            |        |
| Ting Kok (en), district de Tai Po 22° 28′ 27″ N, 114° 13′ 08″ E | Temple de Mo Tai à Ting Kok Construit en 1785. | Rang III     |            |        |
| Village de Wun Yiu (en), Tai Po 22° 26′ 10″ N, 114° 09′ 50″ E | Temple de Mo Tai à Sheung Wun Yiu | Aucun statut |            |        |
| Ha Wai, Tap Mun (en) 22° 28′ 17″ N, 114° 21′ 36″ E | Kwan Tai Kung Le complexe du temple comprend trois temples répartis dans deux bâtiments : le premier bâtiment est un temple de Tin Hau, construit en 1737, auquel est ensuite ajoutée une annexe, abritant un temple de Kwan Tai (à gauche sur l'image). Sur sa gauche, Shui Yuet Kung (en), construit en 1788, est dédié à Kwun Yam et au Dieu du sol. | Rang II      |            |        |
| Cheung Chau 22° 12′ 22″ N, 114° 01′ 55″ E | Pavillon de Kwan Kung (en) Construit en 1973. | Aucun statut |            |        |
| Kat Hing Back Street, Tai O 22° 15′ 17″ N, 113° 51′ 44″ E | Temple de Kwan Tai Adjacent au temple Tin Hau (côté gauche). | Rang II      |            |        |
| Tong Fuk (en), Lantau 22° 13′ 41″ N, 113° 55′ 53″ E | Temple de Kwan Tai à Tong Fuk | Aucun statut |            |        |